# 유유제약
유유제약(영어: Yuyu Pharma, 柳柳製藥)은 1941년 2월 28일 창립된 대한민국의 의약품 제조 회사이다.

## 연혁
유유제약은 1941년에 유한양행의 계열사로 설립한 유한무역주식회사가 전신이며, 유특한이 유한양행에서 유한무역을 가지고 분리 독립한 뒤 1957년에 현재의 사명으로 변경하였다. 1953년에는 유비타를 개발, 시판하였으며, 1955년에는 결핵치료제 유파스짓을 개발 시판하였다. 1962년에는 유판씨를, 1965년에는 국내 최초 연질캅셀 종합영양제인 비나폴로를 개발하였으며, 1975년에는 기업공개와 주식상장을 하였다.
2004년에 골다공증 치료 복합신약 ‘맥스마빌’ 발매.
2008년 연구기관인 미국 바텔메모리얼인스티튜트와 손잡고 제약 및 바이오 연구, 인증을 목적으로 하는 합작회사 인터내셔날 사이어티픽 스탠다드를 설립하였다.1970년에는 당시 미국의 업죤사와 제휴하여 한국업죤사를,
1984년에는 일본 후마킬라사와 유유후마킬라를, 1988년에는 영국의 렌토킬사와 함께 유유칼믹사를 창업하여 의약외품과 환경 사업에도 참여했다.
2006년 6월에 YuYu Healthcare를, 2006년 10월에 일본 합작 YuYu Teijin Medicare를 설립하여 의약품 이외의 기능식품 및 Service 분야에 진출하였다.
또한, 우수한 제품개발력을 보유하고 있는 해외 유수의 많은 제약사들과 제휴를 맺어 사노피사와 뇌졸중 치료제인 크리드, 슈바베사의 치매 및 현훈 치료제인 타나민, 일본 다이쇼제약의 근육이완제 린락사 및 위장약 쏘롱, 미국 WARF의 골다골증 치료제 본키, 아르헨티나 가도사의 골다공증 치료제 마빌 등 외국 10여개 회사와 제휴하여, 새로운 의약품을 도입해 공급하고 있다.
1987년에는 국내 17번째로 KGMP 공장 인가를 받았으며, 1989년에는 과학기술처가 인가하는 중앙연구소를 설립해 신제품 개발에도 많은 노력을 기울여 왔다. 그 결과, 회사는 세계 최초로 개량신약인 맥스마빌과 유크리드를 개발하였으며, 최근에는 맥스마빌과 유크리드의 임상 논문이 발표돼 맥스마빌의 우수성과 안전성이 다시 한번 세계적으로 입증되는 계기가 됐다.
1992년에는 현재의 중구 신당동 사옥으로 이전하였고, 2008년에는 회사명을 ㈜유유에서 ㈜유유제약으로 바꿨다.
2006년에는 1959년부터 가동했던 안양공장에서 첨단시설을 갖춘 제천공장으로 이전하여 우수 의약품 생산의 기반을 새로이 구축하였으며, 현재 안양공장은 안양시에서 김중업건축박물관으로 개조해 유원지 입구에 모든 사람에게 개방되어 있다. 2012년에는 맥스마빌, 본키캡슐과 주사제를 각각 태국, 말레이시아에 수출하여 사업의 국제화를 이루었다. 2013년에는 ‘유유건강생활’을 설립해서 방문판매 사업에 진출하였다.

## 판매 상품
- 비나폴로 엑스트라 - 1965년에 활성비타민제제 비나폴로에이 출시되었다. 1990년에 비타민B 중심 성분 비나폴로에프가 출시되었다. 2001년에 메가비타민 개념을 도입한 비나폴로 엑스트라가 출시되었다.
- 비나폴로 프리미엄 - 2014년에 비나폴로 발매50주년 맞이해 비타민B군 10종, 고용량 비타민C 등 15종 복합 활성비타민제 비나폴로 프리미엄이 출시되었다.
- 타나민(Tanamin) - 뇌·말초 순환개선제이다. 독일 슈바베사가 개발한 특허추출 원료인 Egb761로 만들어지며, 1993년 출시된 후 전문의약품으로 취급되었지만 2007년 5월 일반의약품용도 출시되었다. 타나민은 독일과 프랑스에서 각각 1987년부터 1992년, 1986년부터 1993년에 전의약품 중 판매율 1위를 기록하였다.[2]
- 유판씨팝/유판씨1000플러스 - 국내 최초의 비타민C 정제 발매 제품이다.
- 피지오머 - 프랑스 Laboratoire De La Mer가 개발을 한 100% 천연해수 멸균 성분이 함유된 코막힘 비강 세척제이다.

## 본사 및 지점 현황
- 본사: 충청북도 제천시 바이오밸리1로 94 (왕암동)[3]
- 서울사무소: 서울특별시 중구 동호로197 유유빌딩[4]
- 중앙연구소: 경기도 수원시 영통구 대학4로 17, 506호 (이의동, 에이스광교타워)[5]